# Za'Darius Smith
Za'Darius Smith (Montgomery, Alabama, 8 de septiembre de 1992) es un jugador profesional estadounidense de fútbol americano que se desempeña en la posición de defensive end en los Detroit Lions, equipo de la National Football League (NFL).

## Carrera
Fue seleccionado en la cuarta ronda en la Reunión Anual de Selección de Jugadores de la NFL de 2015. Hizo su debut profesional con el equipo Baltimore Ravens, en el cual jugó cuatro temporadas (2015-2019), después pasó a Green Bay Packers (2019-2022), posteriormente a Minnesota Vikings (2022-2023), luego a Cleveland Browns, donde lleva jugando una temporada.